# Николаевка (Севастополь)

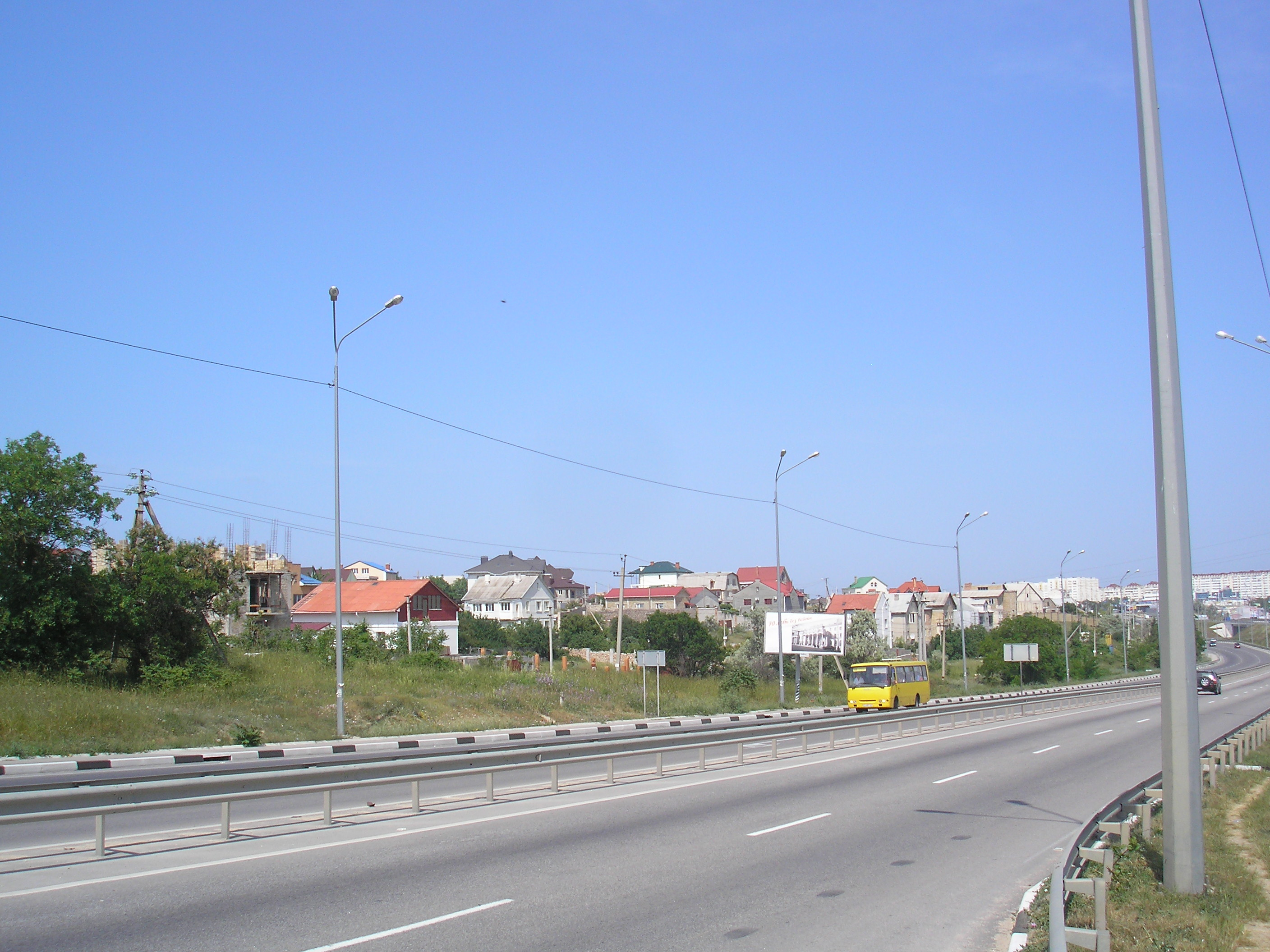

Николаевка (также 5-й километр; укр. Миколаївка, крымскотат. Nikolayevka, Николаевка) — село, включённое в состав Севастополя. Расположено на восточной окраине Севастополя, у пересечения Балаклавского и Камышового шоссе (5-й километр Балаклавского шоссе — отсюда одно из устоявшихся названий).

## История
В промежуток от губернаторства до градоначальства местность относилась к Ялтинскому уезду, благодаря чему попала в отчёт по результатам VIII ревизии 1864 года. Согласно «Списку населённых мест Таврической губернии по сведениям 1864 года», Николаевка — владельческая дача, с 7 дворами и 28 жителями при колодце. На трёхверстовой карте Шуберта 1865—1876 года обозначена просто Николаевка, а на верстовой карте 1889—1890 года — хутор Николаевка.
После установления в Крыму Советской власти, 8 января 1921 года по постановлению Крымревкома, была упразднена волостная система и селение вошло в состав Севастопольского уезда. 21 января 1921 года на территории Севастопольского уезда был создан Балаклавский район, в который включили село. Тогда же вновь, официально, появляется название посёлок Новая Земля (или Новоземельские хутора (5-й км. Балаклавского шоссе). 11 октября 1923 года, согласно постановлению ВЦИК, в административное деление Крымской АССР были внесены изменения, в результате которых был ликвидирован Балаклавский и создан Севастопольский район. Согласно Списку населённых пунктов Крымской АССР по Всесоюзной переписи 17 декабря 1926 года, на хуторе «на 5 и 6 версте Балаклавского шоссе», в составе Новоземельского Севастопольского района числилось 20 дворов, все крестьянские, население составляло 74 человека (36 мужчин и 38 женщин). В национальном отношении учтено: 58 русских, 2 украинца, 7 армян, 3 еврея, 4 записаны в графе «прочие». 30 октября 1930 года, постановлением Крымского ЦИК, было проведено новое районирование и создан Балаклавский татарский национальный район, куда включили и селение. В дальнейшем в доступных исторических документах не встречается.